# Poisson-papillon de Zanzibar
Chaetodon zanzibarensis
Espèce
Statut de conservation UICN

 LC  : Préoccupation mineure
Le Poisson-papillon de Zanzibar (Chaetodon zanzibarensis ou Chaetodon zanzibariensis) est une espèce de poissons de la famille des Chaetodontidae.

## Sous-genre
Le poisson-papillon de Zanzibar est un poisson-papillon qui fait partie du sous-genre Tetrachaetodon. En 1984, André Maugé et Roland Bauchot ont proposé de l'affecter à leur nouveau genre Nalbantius, ce qui donnerait comme nom scientifique pour ce poisson Nalbantius zanzibariensis.

## Morphologie
Cette espèce mesure au maximum 12 cm.
Sa coloration est jaune, avec des petites rayures horizontales, une tache foncée sur le côté et une barre noire passant par l'œil.

## Biologie et écologie
C'est un poisson corallien, et qui se nourrit de corail et d'invertébrés.

## Répartition
Le poisson-papillon de Zanzibar se rencontre dans la moitié ouest de l'océan Indien.

## Usage
Ce poisson est déconseillé en aquarium, car il est très difficile à nourrir.